# Irische Cricket-Nationalmannschaft in den Vereinigten Arabischen Emiraten in der Saison 2020/21
Die Tour der irischen Cricket-Nationalmannschaft in die Vereinigten Arabischen Emirate in der Saison 2020/21 fand vom 8. bis zum 18. Januar 2021 statt. Die internationale Cricket-Tour war Bestandteil der Internationalen Cricket-Saison 2020/21 und umfasste vier ODIs. Die Serie endete 1–1 unentschieden.

## Vorgeschichte
Für beide Mannschaften war es die erste Tour der Saison. Das letzte Aufeinandertreffen der beiden Mannschaften bei einer Tour fand in der Saison 2016/17 in den Vereinigten Arabischen Emiraten statt.

## Einfluss von COVID-19 auf die Tour
Direkt vor Beginn der Tour wurden zwei Spieler der Mannschaft der Vereinigten Arabischen Emirate (VAE) mit einem positiven SARS-CoV-2-Test identifiziert. Nachdem nach dem ersten ODI ein weiterer Spieler positiv getestet wurde, wurde das für den 10. Januar geplante zweite ODI auf den 16. Januar verschoben. Ein weiterer positiver Test in folge der Isolation der Mannschaft der VAE sorgte für die vorläufige absage des vierten ODIs. Das zweite ODI wurde, nachdem keine weiteren positiven Tests mehr festgestellt wurden, für den 18. Januar angesetzt.

## Stadion
Das folgende Stadion wurde für die Tour ausgewählt.
| Stadion                      | Stadt     | Kapazität | Spiele      |
| ---------------------------- | --------- | --------- | ----------- |
| Sheikh Zayed Cricket Stadium | Abu Dhabi | 20.000    | 1. – 4. ODI |

## Kaderlisten
Die Vereinigten Arabischen Emirate benannten ihren Kader am 6. Januar 2021.
| ODI | ODI |
| Ver. Arab. Emirate | Irland |
| --- | --- |
| - Ahmed Raza (K) - Chirag Suri (VK) - Waheed Ahmed - Vriitya Aravind - Mohammad Boota - Kashif Daud - Zawar Farid - Basil Hameed - Zahoor Khan - Aryan Lakra - Karthik Meiyappan - Rohan Mustafa - Chundangapoyil Rizwan - Alishan Sharafu - Adithya Shetty - Junaid Siddique - Muhammad Usman | - Andrew Balbirnie (K) - Paul Stirling (VK) - Mark Adair - Curtis Campher - David Delany - Gareth Delany - Shane Getkate - Josh Little - Andy McBrine - Barry McCarthy - James McCollum - Kevin O’Brien - Conor Olphert - Neil Rock (wk) - Simi Singh - Harry Tector - Lorcan Tucker (wk) - Craig Young |

## One-Day Internationals

### Erstes ODI in Abu Dhabi
| 8. Januar Scorecard | Abu Dhabi | Irland 269-5 (50)                                  | – | Ver. Arab. Emirate 270-4 (49) |
|                     |           | Vereinigte Arabische Emirate gewinnt mit 6 Wickets |   |                               |

Irland gewann den Münzwurf und entschied sich als Schlagmannschaft zu beginnen. Von den irischen Eröffnungs-Schlagmännern konnte sich vor allem Paul Stirling etablieren. Sein Partner Kevin O’Brien verlor nach 23 Runs sein Wicket und wurde von Kapitän Andrew Balbirnie ersetzt. Dieser konnte ein Fifty über 53 Runs erzielen, bevor er im 28. Over ausschied. Nachdem Curtis Campher 24 Runs erzielt hatte, war Gareth Delany der letzte Partner von Stirling. Stirling konnte das Innings mit 131* Runs in 148 Bällen beendet, während Delany 21* Runs erzielte. Bester Bowler für die Vereinigten Arabischen Emirate war Rohan Mustafa mit 2 Wickets für 43 Runs. Die Vereinigten Arabischen Emirate hatten zu Beginn ihres Innings Probleme, als beide Eröffnungs-Batsman im 8. Over ausgeschieden waren. Der hineinkommende Chundangapoyil Rizwan konnte sich dann etablieren, ebenso, nach dem Fall eines weiteren Wickets im 13. Over, Muhammad Usman. Beide konnten sich bis zum 46. Over halten, als Rizwan nach 109 Runs in 136 Bällen nach einem Century sein Wicket verlor. Usman setzt das Innings mit Waheed Ahmed fort und konnten die irische Vorlage ein Over vor Ende des Innings erreichen. Usman beendete das Innings mit einem Century über 102* Runs in 107 Bällen und Ahmed mit 18* Runs. Beste irischen Bowler waren Curtis Campher mit 2 Wickets für 31 Runs und Barry McCarthy mit 2 Wickets für 60 Runs. Als Spieler des Spiels wurde Chundangapoyil Rizwan ausgezeichnet.

### Zweites ODI in Abu Dhabi
| 12. Januar Scorecard | Abu Dhabi | Ver. Arab. Emirate | – | Irland |
|                      |           | Abgesagt           |   |        |

### Drittes ODI in Abu Dhabi
| 14. Januar Scorecard | Abu Dhabi | Ver. Arab. Emirate | – | Irland |
|                      |           | Abgesagt           |   |        |

### Viertes ODI in Abu Dhabi
| 10./16./18. Januar Scorecard | Abu Dhabi | Irland 228-6 (20)           | – | Ver. Arab. Emirate 116 (36) |
|                              |           | Irland gewinnt mit 112 Runs |   |                             |

Die Vereinigten Arabischen Emirate gewannen den Münzwurf und entschieden sich als Feldmannschaft zu beginnen. Irland hatte einen schweren Start und verlor in den ersten fünf Over drei Wickets und hatte einen Stand von 10/3. Erst Harry Tector und Lorcan Tucker konnten sich etablieren. Tector verlor im 25. Over sein Wicket nach 33 Runs und Tucker im 29. Over nach 42 Runs. Ihnen folgten Curtis Campher und Simi Singh. Beide gelang ein Fifty. Campher erzielte 56 Runs, bevor er im 48. Over sein Wicket verlor, Singh blieb mit 54* Runs ungeschlagen. Bester Bowler der Vereinigten Arabischen Emirate war Zahoor Khan mit 3 Wickets für 35 Runs. Für die Vereinigten Arabischen Emirate begann ihr Wicket mit Erfolgen ihrer beiden Schlagmänner. Als Zawar Farid im 10. Over nach 28 Runs sein Wicket verlor, hatte das Team einen Stand von 46/1. In den folgenden 13 Over verloren sie 5 weitere Wickets, hatte allerdings in derzeit nur 18 Runs erzielt (64/6). Erst Kashif Daud konnte dies etwas stoppen, als er 20 Runs erzielte. Jedoch kam nach ihm nur nach Ahmed Raza der mit 14 Runs eine zweistellige Zahl erzielte. Bester irischer Bowler war Simi Singh mit 5 Wickets für 10 Runs. Als Spieler des Spiels wurde Simi Singh ausgezeichnet.

## Statistiken
Die folgenden Cricketstatistiken wurden bei dieser Tour erzielt.

### One-Day Internationals
| Tests                 | Tests              | Tests   | Tests   | Tests   | Tests   | Tests   | Tests   | Tests   |
| Batting               | Batting            | Batting | Batting | Batting | Batting | Batting | Batting | Batting |
| Spieler               | Mannschaft         | Spiele  | Innings | Runs    | Average | HS      | 100s    | 50s     |
| --------------------- | ------------------ | ------- | ------- | ------- | ------- | ------- | ------- | ------- |
| Paul Stirling         | Irland             | 2       | 2       | 135     | 135,00  | 131*    | 1       | 0       |
| Chundangapoyil Rizwan | Ver. Arab. Emirate | 2       | 2       | 110     | 55,00   | 109     | 1       | 0       |
| Muhammad Usman        | Ver. Arab. Emirate | 2       | 2       | 105     | 105,00  | 102*    | 1       | 0       |
| Curtis Campher        | Irland             | 2       | 2       | 80      | 40,00   | 56      | 0       | 1       |
| Andrew Balbirnie      | Irland             | 2       | 2       | 56      | 28,00   | 53      | 0       | 1       |
| Bowling               |                    |         |         |         |         |         |         |         |
| Spieler               | Mannschaft         | Spiele  | Overs   | Wickets | Average | BBI     | 5W      | 10W     |
| Simi Singh            | Irland             | 1       | 10.0    | 5       | 2,00    | 5/10    | 1       | 0       |
| Ahmed Raza            | Ver. Arab. Emirate | 2       | 20.0    | 3       | 27,66   | 2/37    | 0       | 0       |
| Zahoor Khan           | Ver. Arab. Emirate | 2       | 16.0    | 3       | 29,33   | 3/35    | 0       | 0       |
| Curtis Campher        | Irland             | 2       | 14.0    | 2       | 17,00   | 2/31    | 0       | 0       |
| Rohan Mustafa         | Ver. Arab. Emirate | 2       | 20.0    | 2       | 39,00   | 2/43    | 0       | 0       |
| Barry McCarthy        | Irland             | 2       | 15.0    | 2       | 43,00   | 2/60    | 0       | 0       |
| Kashif Daud           | Ver. Arab. Emirate | 2       | 18.0    | 2       | 49,50   | 1/43    | 0       | 0       |

## Auszeichnungen

### Player of the Series
Als Player of the Series wurden der folgende Spieler ausgezeichnet.
| Serie | Player of the Series |
| ----- | -------------------- |
| ODI   | Curtis Campher       |

### Player of the Match
Als Player of the Match wurden die folgenden Spieler ausgezeichnet.
| Spiel  | Player of the Match   |
| ------ | --------------------- |
| 1. ODI | Chundangapoyil Rizwan |
| 2. ODI | –                     |
| 3. ODI | –                     |
| 4. ODI | Simi Singh            |